# Hede Nielsen A/S
Hede Nielsen A/S, tidligere Hede Nielsens Fabrikker, var en stor industrivirksomhed på Fabrikvej 9 i Horsens, som omfattede flere slags fremstillingsvirksomhed: Cykler, rør, industrigasser (acetylen og ilt), fjernsyn, hi-fi og radioer.

## Fra 1906 cykler, fra 1918 industrigasser, fra 1928 radioer og fra 1934 rør
Niels Hede Nielsen (1879-1943) grundlagde sammen med en barndomskammerat, I.Chr. Mikkelsen 16. november 1906 i Hestedamsgade 15 Horsens Cykellager med engrossalg af cykler og reservedele. Få år senere begyndte han selv at fremstille cykler og udvidede siden produktionen med industrigasser og rør. I 1913 udvidede Hede Nielsen med import af biler og under 1. verdenskrig voksede virksomheden og blev snart en af byens største. Bilhandelen blev ikke ved med at gå godt og måtte opgives på grund af store tab. I 1918 åbnede han Jydsk Iltfabrik efterfulgt i 1920 af Horsens Acetylgasfabrik, senere samlet betegnet som Jydsk Ilt og Acetylengasfabrik A/S. Mikkelsen udtrådte i 1930 og fortsatte sin egen gummifabrik.
I 1928 gik hans søn Ove Hede Nielsen (1907-1974), som havde interesseret sig for radioer siden sin barndom, i gang med at fremstille radioapparater under navnet "Herofon" i et hjørne af fabrikken. Allerede i 1930 omsatte radiofabrikken for over 300.000 kroner og i 1939, hvor Niels Hede Nielsen fyldte 60 år, var den årlige produktion af sønnens "Herofon"-radioer oppe på mere end 10.000 enheder.
Hede Nielsen samlede i 1931 cykel- og radioproduktionen på Fabrikvej i Horsens, hvor han havde købt Crome & Goldschmidts fabriksanlæg. Tre år senere åbnede han Skandinavisk Rørfabrik på en grund lige overfor. Hede Nielsen var midt i 1930'erne Horsens næststørste arbejdsgiver med ca. 240 beskæftigede.
I 1939, ved sin 60-års fødselsdag, gav grundlæggeren Hede Nielsen følgende beskrivelse af fabrikkens vækst i et interview til Horsens Folkeblad: "Jeg vil antage, at vi omsætter mellem 11 og 12 Mill. Kr. om Aaret. Vi laver 30,000 Cykler og 300,000 Cyklesadler aarligt, godt 10,000 Radioapparater, ca. 20,000 Ilt- og Gasflasker om Maaneden, og i Rørfabriken bliver der tilvirket ca. 1000 Tons Jernrør hver Maaned. Mellem 6 og 700 Mennesker har Arbejde herved, saa det er jo ikke nogen ringe Del af Horsens Bys Indbyggere, der direkte eller indirekte er interesseret i vore Virksomheder."
Grundlæggeren Niels Hede Nielsen døde den 2. december 1943, kun 64 år gammel. Hans to sønner Eigil og Ove Hede Nielsen var dog begge dybt involveret i Hede Nielsens Fabrikker og havde faktisk afløst deres far og overtaget ledelsen inden hans død, så der var ingen problemer med fabrikkens videreførelse.

## 1946: Den første brand
Cykel- og radiofabrikken brændte natten mellem den 11. og 12. november 1946, men allerede to år efter stod en ny fabrik færdig på Fabrikvej og Hede Nielsens virksomhed fortsatte sin vækst i de nye bygninger. Kort efter krigen fik man bl.a. en enkelt ordre på 10.000 ”Herofon”-radioer til en forretningsmand i Tyrkiet.
Fabrikken havde et nærmest monopolagtigt greb på markedet for cykelsadler i Danmark med over 250.000 solgte sadler i 1962, og næsten samtlige sadler på danskbyggede cykler kom fra fabrikken i Horsens. Derudover producerede og solgte man bl.a. de kendte ”Wittler” og ”Anglo Dane”-cykler, færdige cykelstel til andre producenter samt ”Wittler”-knallerter. Desuden importerede man usamlede ”Velo”-knallerter fra Frankrig, som blev samlet på fabrikken i Horsens og videresolgt. 
Størstedelen af Hede Nielsens arkiv gik til ved branden i 1946, men Horsens Byarkiv og Industrimuseet har bevaret noget materiale, herunder en stor samling radioer, fjernsyn og cykler. Der var dog en fordel ved branden, idet at man så kunne indkøbe nyere og bedre maskiner og finere måleinstrumenter til produktionen samt indføre de mest moderne fabrikationsmetoder på den nye fabrik.
En ny bygning blev rejst, som stod færdig i 1948 efter tegninger af arkitekt M. Preisler. En lille skorstensbygning med fabrikkens fyrrum var det eneste element, der overlevede branden og eksisterer stadig, men den 30 meter høje skorsten er en senere genopførelse. Preislers fabrik fremstår som en nøgtern funktionalistisk bygning, bestående af en fabriks- og en administrationsbygning, som ligger næsten vinkelret på hinanden, samt en mellembygning, der forbinder de to blokke. Komplekset er i 3 etager og opført i jernbeton. De bærende konstruktioner er synlige i facaden som et geometrisk mønster af ensartede felter, og der er store vinduespartier med brystningsmure i røde mursten. Taget er fladt og beklædt med tagpap. Et cylindrisk trappetårn i glas midt på den vestlige facade fungerer som point de vue set fra Vitus Berings Park.
I 1958 blev der tilføjet en ekstra etage på administrationsbygningen og på en del af fabrikken. I fabriksbygningen blev der fremstillet cykler i stueetagen, cykelsadler på 1. sal, og radioer på 2. sal. Administrationsbygningen havde ekspedition og service i stuen og kontorer, pakkeri og kantine på de øvrige etager. Mellembygningen blev bl.a. brugt til vareind- og udlevering.

## 1955: Arena-fabrikken grundlægges
I 1955 gik Hede Nielsen ind i fremstillingen af datidens nyeste højteknologiske produkt, nemlig fjernsynet. Radio- og fjernsynsapparaterne blev solgt under varemærket Arena, og fabrikken var i 1960'erne Danmarks største producent.
I samme periode omfattede cykelproduktionen 25% af det danske marked. Hede Nielsen havde da ca. 1800 medarbejdere på landsplan og var Horsens' største arbejdsplads. Ove Hede Nielsens søn Leif Hede Nielsen (født i 1940) blev ansat som direktør for afsætning på Arena-fabrikken.
I 1966 byggede Hede Nielsen en ny radio/tv-fabrik i udkanten af Horsens. Da den brændte i 1970, blev den genopbygget i samarbejde med den engelske Rank-koncern. Et nyt selskab ved navn "Rank Arena" videreførte produktionen indtil 1975. Derefter blev virksomheden overtaget af det medarbejder-ejede 3F (Folke Fjernsyns Fabrikken), som gik konkurs i 1979.

## Lukning
Hede Nielsen Fabrikker stoppede fremstillingen af jernrør i 1974 og cykelproduktionen (ca. 45.000 cykler årligt) ophørte i øvrigt først i 1979, da hele cykelfabrikken brændte og man ikke fandt det rentabelt at genoptage produktionen. Direktør Eigil Hede Nielsen døde i februar 1991, 86 år gammel og var aktiv i virksomheden til det sidste.
Tilbage var produktionen af gasarter, som i 1990'erne blev overtaget af det franske firma Air Liquide. I spidsen for denne stod direktør Niels Hede-Nielsen (1936-2010). I 2001 købte Air Liquide den resterende aktieandel i Hede Nielsen A/S og fik dermed 100% ejerskab af virksomheden, som i 2003 skiftede navn til Air Liquide.